# 브라기 보다손
브라기 보다손 인 가믈리(고대 노르드어: Bragi Boddason inn gamli→보드의 아들, 늙은 이 브라기)는 9세기 전반 노르웨이의 궁정 시인으로, 라그나르 로드브로크, 에위스테인 벨리, 뵤른 아트 하우기 등 많은 스웨덴 왕들을 모셨다고 한다. 스노리 스투를루손은 《에다》에서 브라기 보다손의 시를 많이 인용했다고 밝히고 있다. 이 브라기는 최초의 스칼드 시인으로 생각되었으며, 이름이 남아 있는 스칼드 시인들 중 가장 오래전 시기의 사람임은 확실해 보인다.
스노리는 브라기의 〈라그나르의 송가〉(Ragnarsdrápa)를 특히 인용했다. 이 시는 전설적인 바이킹 라그나르 로드브로크를 찬양하기 위해 지어진 것으로 추정된다. 또한 토르의 요르문간드 낚시, 게퓬이 셸란섬을 스웨덴에서 떼어온 이야기, 함디르와 솔리의 요르문레크 공격, 헤딘과 호그니 사이의 끝이 나지 않는 싸움(햐드닝가비그) 등의 이야기도 실려 있다.
《식민의 서》(Landnámabók)에 따르면 브라기는 에르프 루탄디의 딸 로프퇴나(Lopthœna)와 결혼했다. 에르프는 스웨덴 왕 에위스테인 벨리를 모신 또다른 스칼드 시인이다. 브라기와 에르프는 후대의 스칼드 시인 군늘라우그 오름스퉁가의 조상이다.